# Tropper og ledende officerer ved Gettysburg
 Troppestyrkerne i Slaget ved Gettysburg  ( 1. til 3. juli 1863 ) var store, og det samme var tabene. 
 Da nordstaterne og sydstaternes hære kom i kamp ved Gettysburg i Adams County i Pennsylvania udviklede det sig til et af borgerkrigens blodigste slag. Mere end 165.000 mand deltog i slaget og efter de tre dage, slaget varede, var omkring 45.000 døde, sårede eller forsvundne/taget til fange. Nogle kilder har tallet så højt som 51.000, men de fleste ligger omkring 45.000, hvoraf omkring 8-10.000 blev dræbt. Når tallet varierer, skyldes det normalt usikkerhed om, hvor mange savnede, der var på sydstaternes side. Her mener nogle kilder, at tallet kan være helt op til 6-7.000 større end de officielle tal. Ud over tab af menneskeliv, mistede også over 3.000 heste og muldyr livet under slaget.

## Forhistorien
Nordstaterne havde gennem hele begyndelsen af krigen haft problemer med ledelsen af deres Army of the Potomac. Denne hærstyrke, var nordstaternes hovedstyrke på den østlige krigsskueplads. Den første chef, generalmajor George B. McClellan mistede præsident Abraham Lincolns tillid og fik frataget kommandoen efter Slaget ved Antietam i september 1862. Allerede i juni samme år havde generalmajor John Pope overtaget en del af styrkerne i sin Army of Virginia, men disse blev senere tilbageført til hovedstyrken, og i november blev McClelland så endeligt afløst af generalmajor Ambrose Burnside. Denne fik dog kun ca. 2 måneder på posten, da Lincoln fratog ham kommandoen efter nederlaget i Slaget ved Fredericksburg i december 1862. Burnsides afløser fik også kun kort tid på posten. Generalmajor Joseph "Fighting Joe" Hooker havde kommandoen fra januar 1863 til juni 1863, hvor han frivilligt trak sig tilbage fra sin sin kommando, ikke mindst på baggrund af nederlaget til Robert E. Lees talmæssigt underlegne tropper i Slaget ved Chancellorsville i begyndelsen maj 1863. Præsident Lincoln ønskede en general, som ville tage imod ordrer fra præsidenten, hvilket de tidligere generaler havde haft svært ved. I første omgang spurgte han generalmajor John F. Reynolds, der blev anset for at være en af nordstaternes bedste generaler, men Reynolds stillede den betingelse, at han ville have den fulde kommando uden indblanding fra politisk hold, og det kunne præsidenten ikke acceptere. I stedet udpegede Lincoln Reynolds tidligere underordnede, generalmajor George G. Meade, som derfor var leder af hæren under slaget ved Gettysburg. Meade bevarede ledelsen af Army of the Potomac resten af borgerkrigen, selv om han senere blev underlagt Generalløjtnant Ulysses S. Grant, da denne blev udnævnt til øverstkommanderende for nordstaternes samlede styrker i 1864.
Også sydstaternes hær havde deres problemer med ledelsen af hæren før og under slaget ved Gettysburg, om end det ikke var på højeste niveau, hvor Robert E. Lee, med stor succes havde kommanderet Army of Northern Virginia, som var sydstaterne hovedstyrke siden juni 1862, hvor han i praksis afløste general Joseph E. Johnston, der blev såret i Slaget ved Seven Pines. Efter sejren i slaget ved Chancellorsville i begyndelsen af maj 1863, mente Lee, at han med fordel ville kunne foretage en invasion i nordstaterne, og han sendte hele sin hær nordpå. Generalløjtnant Thomas J. Jackson, der havde ledet sydstaternes 2. Armekorps, blev såret ved Chancellorsville og døde kort efter, og Lee benyttede anledningen til at reorganisere hæren i tre armékorps i stedet for de tidligere to, og det betød, at han udnævnte to nye korpskommandanter. Generalløjtnant Richard S. Ewell overtog Jacksons 2. Armékorps, og Generalløjtnant A. P. Hill blev udnævnt til chef for det nye 3. Armékorps. Generalløjtnant James Longstreet bevarede kommandoen over 1. Armékorps.
Det var således to hære med forholdsvis nye ledere, der mødtes ved Gettysburg den 1. juli 1863. 
Hærenes struktur var meget ens, hvilket ikke var så mærkeligt. Sydstaternes præsident Jefferson Davis, var oprindeligt uddannet på militærakademiet West Point, og havde fungeret som krigsminister i USAs regering i perioden 1853 til 1857. Også mange officerer i sydstatshæren havde fået deres uddannelse på West Point. Faktisk havde sydstatshæren flere West Point officerer end nordstatshæren havde.
De enkelte delstater opstillede nummererede regimenter á ca. 1.000 mand. Folk tegnede kontrakter på tre måneder i starten af krigen, senere blev det for et år og tre år. Når kontrakterne ophørte blev regimentet opløst og soldaterne fik en bonus på op til 30 måneders løn. De kunne bagefter melde sig som soldater hvis et nyt regiment blev opstillet. Tab i regimenterne blev normalt ikke erstattet af nye folk, regimentets kampevne blev blot nedjusteret.

## Army of the Potomac
Nordstatshæren, der deltog i slaget, bestod af omkring 93.000 mand; infanteri og artilleri og kavaleri. Heraf var ca. 76.000 infanterister, 6.500 artillerister med godt 300 kanoner og ca. 10.500 beredne tropper, hvoraf omkring 500 bemandede beredent artilleri og ca. 10.000 var kavalerister. 
Hæren var organiseret i 7 infanterikorps samt et kavalerikorps. Artilleriet indgik i såvel infanteri- som kavalerikorps. 
- Hvert korps bestod af mellem 10.000 og 17.000 mand, organiseret i 2 til 4 divisioner.
- Hver division var opdelt i 2 – 4 brigader.
- Hver brigade bestod af 4-7 regimenter.

Herudover var der en artillerireserve bestående af 21 batterier med tilsammen omkring 80 kanoner. I alt bestod nordstatshæren af 22 divisioner med tilsammen 59 brigader. Nedenstående skema viser Army of the Potomacs organisation og de ledende officerer.

### Hærens organisation
Øverstkommanderende generalmajor George G. Meade.
| Korps                                           | Division                                              | Brigade                                                          |
| ----------------------------------------------- | ----------------------------------------------------- | ---------------------------------------------------------------- |
| I Corps generalmajor John F. Reynolds           | 1. Division brigadegeneral James S. Wadsworth         | 1. Brigade "Iron Brigade", brigadegeneral Solomon Meredith       |
| I Corps generalmajor John F. Reynolds           | 1. Division brigadegeneral James S. Wadsworth         | 2. Brigade, brigadegeneral Lysander Cutler                       |
| I Corps generalmajor John F. Reynolds           | 2. Division brigadegeneral John C. Robinson           | 1. Brigade, brigadegeneral Gabriel R. Paul                       |
| I Corps generalmajor John F. Reynolds           | 2. Division brigadegeneral John C. Robinson           | 2. Brigade, brigadegeneral Henry Baxter                          |
| I Corps generalmajor John F. Reynolds           | 3. Division generalmajor Abner Doubleday              | 1. Brigade, brigadegeneral Thomas A. Rowley                      |
| I Corps generalmajor John F. Reynolds           | 3. Division generalmajor Abner Doubleday              | 2. Brigade, oberst Roy Stone                                     |
| I Corps generalmajor John F. Reynolds           | 3. Division generalmajor Abner Doubleday              | 3. Brigade, brigadegeneral George J. Stannard                    |
| I Corps generalmajor John F. Reynolds           | 3. Division generalmajor Abner Doubleday              | Artilleribrigade, oberst Charles S. Wainwright                   |
| II Corps generalmajor Winfield Scott Hancock    | 1. Division brigadegeneral John C. Caldwell           | 1. Brigade, oberst Edward Cross                                  |
| II Corps generalmajor Winfield Scott Hancock    | 1. Division brigadegeneral John C. Caldwell           | 2. Brigade, oberst Patrick Kelly                                 |
| II Corps generalmajor Winfield Scott Hancock    | 1. Division brigadegeneral John C. Caldwell           | 3. Brigade, brigadegeneral Samuel K. Zook                        |
| II Corps generalmajor Winfield Scott Hancock    | 1. Division brigadegeneral John C. Caldwell           | 4. Brigade, oberst John Brooke                                   |
| II Corps generalmajor Winfield Scott Hancock    | 2. Division brigadegeneral John Gibbon                | 1. Brigade, brigadegeneral William Harrow                        |
| II Corps generalmajor Winfield Scott Hancock    | 2. Division brigadegeneral John Gibbon                | 2. Brigade, brigadegeneral Alexander S. Webb                     |
| II Corps generalmajor Winfield Scott Hancock    | 2. Division brigadegeneral John Gibbon                | 3. Brigade, oberst Norman Hall                                   |
| II Corps generalmajor Winfield Scott Hancock    | 3. Division Brigadegeneral Alexander Hays             | 1. Brigade, oberst Samuel Caroll                                 |
| II Corps generalmajor Winfield Scott Hancock    | 3. Division Brigadegeneral Alexander Hays             | 2. Brigade, oberst Thomas Smyth                                  |
| II Corps generalmajor Winfield Scott Hancock    | 3. Division Brigadegeneral Alexander Hays             | 3. Brigade, oberst George Willard                                |
| II Corps generalmajor Winfield Scott Hancock    | 3. Division Brigadegeneral Alexander Hays             | Artilleribrigade, kaptajn John Hazard                            |
| III Corps generalmajor Daniel E. Sickles        | 1. Division generalmajor David B. Birney              | 1. Brigade, brigadegeneral Charles K. Graham                     |
| III Corps generalmajor Daniel E. Sickles        | 1. Division generalmajor David B. Birney              | 2. Brigade, brigadegeneral John H. Hobarth Ward                  |
| III Corps generalmajor Daniel E. Sickles        | 1. Division generalmajor David B. Birney              | 3. Brigade, oberst Régis de Trobriand                            |
| III Corps generalmajor Daniel E. Sickles        | 2. Division brigadegeneral Andrew A. Humphreys        | 1. Brigade, brigadegeneral Joseph B. Carr                        |
| III Corps generalmajor Daniel E. Sickles        | 2. Division brigadegeneral Andrew A. Humphreys        | 2. Brigade "Excelsior Brigade", oberst William Brewster          |
| III Corps generalmajor Daniel E. Sickles        | 2. Division brigadegeneral Andrew A. Humphreys        | 3. Brigade, Oberst George Burling                                |
| III Corps generalmajor Daniel E. Sickles        | 2. Division brigadegeneral Andrew A. Humphreys        | Artilleribrigade, kaptajn George Randolph                        |
| V Corps generalmajor George Sykes               | 1. Division brigadegeneral James Barnes               | 1. Brigade, oberst William Tilton                                |
| V Corps generalmajor George Sykes               | 1. Division brigadegeneral James Barnes               | 2. Brigade, oberst Jacob Schweitzer                              |
| V Corps generalmajor George Sykes               | 1. Division brigadegeneral James Barnes               | 3. Brigade, oberst Strong Vincent                                |
| V Corps generalmajor George Sykes               | 2. Division brigadegeneral Romeyn B. Ayres            | 1. Brigade, oberst Hannibal Day                                  |
| V Corps generalmajor George Sykes               | 2. Division brigadegeneral Romeyn B. Ayres            | 2. Brigade, oberst Sidney Burbank                                |
| V Corps generalmajor George Sykes               | 2. Division brigadegeneral Romeyn B. Ayres            | 3. Brigade, brigadegeneral Stephen H. Weed                       |
| V Corps generalmajor George Sykes               | 3. Division brigadegeneral Samuel W. Crawford         | 1. Brigade, oberst William McCandles                             |
| V Corps generalmajor George Sykes               | 3. Division brigadegeneral Samuel W. Crawford         | 2. Brigade, Var fritaget for tjeneste                            |
| V Corps generalmajor George Sykes               | 3. Division brigadegeneral Samuel W. Crawford         | 3. Brigade, oberst "Joseph Fisher"                               |
| V Corps generalmajor George Sykes               | 3. Division brigadegeneral Samuel W. Crawford         | Artilleribrigade, kaptajn Augustus Martin                        |
| VI Corps generalmajor John Sedgwick             | 1. Division brigadegeneral Horatio G. Wright          | 1. Brigade "Jersey Brigade", brigadegeneral Alfred T. A. Torbert |
| VI Corps generalmajor John Sedgwick             | 1. Division brigadegeneral Horatio G. Wright          | 2. Brigade, brigadegeneral Joseph J. Bartlett                    |
| VI Corps generalmajor John Sedgwick             | 1. Division brigadegeneral Horatio G. Wright          | 3. Brigade, brigadegeneral David A. Russell                      |
| VI Corps generalmajor John Sedgwick             | 2. Division brigadegeneral Albion P. Howe             | 2. Brigade, "Vermont", oberst Lewis Grant                        |
| VI Corps generalmajor John Sedgwick             | 2. Division brigadegeneral Albion P. Howe             | 3. Brigade, brigadegeneral Thomas H. Neill                       |
| VI Corps generalmajor John Sedgwick             | 3. Division generalmajor John Newton                  | 1. Brigade, brigadegeneral Alexander Shaler                      |
| VI Corps generalmajor John Sedgwick             | 3. Division generalmajor John Newton                  | 2. Brigade, oberst Henry Eustis                                  |
| VI Corps generalmajor John Sedgwick             | 3. Division generalmajor John Newton                  | 3. Brigade, brigadegeneral Frank Wheaton                         |
| VI Corps generalmajor John Sedgwick             | 3. Division generalmajor John Newton                  | Artilleribrigade, oberst Charles Tompkins                        |
| XI Corps generalmajor Oliver O. Howard          | 1. Division brigadegeneral Francis C. Barlow          | 1. Brigade oberst Leopold von Gilsa                              |
| XI Corps generalmajor Oliver O. Howard          | 1. Division brigadegeneral Francis C. Barlow          | 2. Brigade, brigadegeneral Adelbert Ames                         |
| XI Corps generalmajor Oliver O. Howard          | 2. Division brigadegeneral Baron Adolph von Steinwehr | 1. Brigade, oberst Charles Coster                                |
| XI Corps generalmajor Oliver O. Howard          | 2. Division brigadegeneral Baron Adolph von Steinwehr | 2. Brigade, oberst Orland Smith                                  |
| XI Corps generalmajor Oliver O. Howard          | 3. Division generalmajor Carl Schurz                  | 1. Brigade, brigadegeneral Alexander Schimmelfennig              |
| XI Corps generalmajor Oliver O. Howard          | 3. Division generalmajor Carl Schurz                  | 2. Brigade, oberst Wladimir Kryzanowski                          |
| XI Corps generalmajor Oliver O. Howard          | 3. Division generalmajor Carl Schurz                  | Artilleribrigade, Major Thomas Osborn                            |
| XII Corps generalmajor Henry W. Slocum          | 1. Division brigadegeneral Alpheus S. Williams        | 1. Brigade oberst Archibald McDougall                            |
| XII Corps generalmajor Henry W. Slocum          | 1. Division brigadegeneral Alpheus S. Williams        | 2. Brigade, brigadegeneral Henry H. Lockwood                     |
| XII Corps generalmajor Henry W. Slocum          | 1. Division brigadegeneral Alpheus S. Williams        | 3. Brigade, brigadegeneral Thomas H. Ruger                       |
| XII Corps generalmajor Henry W. Slocum          | 2. Division brigadegeneral John W. Geary              | 1. Brigade, oberst Charles Candy                                 |
| XII Corps generalmajor Henry W. Slocum          | 2. Division brigadegeneral John W. Geary              | 2. Brigade, brigadegeneral Thomas L. Kane                        |
| XII Corps generalmajor Henry W. Slocum          | 2. Division brigadegeneral John W. Geary              | 3. Brigade, brigadegeneral George S. Greene                      |
| XII Corps generalmajor Henry W. Slocum          | 2. Division brigadegeneral John W. Geary              | Artilleribrigade, løjtnant Edward Muhlenberg                     |
| Cavalry Corps generalmajor Alfred Pleasonton    | 1. Division brigadegeneral John Buford                | 1. Brigade oberst William Gamble                                 |
| Cavalry Corps generalmajor Alfred Pleasonton    | 1. Division brigadegeneral John Buford                | 2. Brigade, oberst Thomas Devin                                  |
| Cavalry Corps generalmajor Alfred Pleasonton    | 1. Division brigadegeneral John Buford                | Reservebrigade, brigadegeneral Wesley Merrit                     |
| Cavalry Corps generalmajor Alfred Pleasonton    | 2. Division brigadegeneral David McM. Gregg           | 1. Brigade, oberst John McIntosh                                 |
| Cavalry Corps generalmajor Alfred Pleasonton    | 2. Division brigadegeneral David McM. Gregg           | 2. Brigade, (Fritaget for tjeneste)                              |
| Cavalry Corps generalmajor Alfred Pleasonton    | 2. Division brigadegeneral David McM. Gregg           | 3. Brigade, oberst Irvin Gregg                                   |
| Cavalry Corps generalmajor Alfred Pleasonton    | 3. Division brigadegeneral Hugh J. Kilpatrick         | 1. Brigade, brigadegeneral Elon J. Farnsworth                    |
| Cavalry Corps generalmajor Alfred Pleasonton    | 3. Division brigadegeneral Hugh J. Kilpatrick         | 2. Brigade, George Armstrong Custer                              |
| Cavalry Corps generalmajor Alfred Pleasonton    | beredent artilleri                                    | 1. Brigade, kaptajn James Robertson                              |
| Cavalry Corps generalmajor Alfred Pleasonton    | beredent artilleri                                    | 2. Brigade, kaptajn John Tidball                                 |
| Artillerireserve brigadegeneral Robert O. Tyler | [ 5 ]                                                 | 1. Regulære Brigade kaptajn Dunbar Ransom                        |
| Artillerireserve brigadegeneral Robert O. Tyler | [ 5 ]                                                 | 1. Frivillige Brigade oberstløjtnant Freeman McGilvery           |
| Artillerireserve brigadegeneral Robert O. Tyler | [ 5 ]                                                 | 2. Frivillige Brigade kaptajn Elijah Taft                        |
| Artillerireserve brigadegeneral Robert O. Tyler | [ 5 ]                                                 | 3. Frivillige Brigade kaptajn James Huntington                   |
| Artillerireserve brigadegeneral Robert O. Tyler | [ 5 ]                                                 | 4. Frivillige Brigade kaptajn Robert Fitzhugh                    |

De anførte officerer er dem, som ledede de pågældende enheder ved slagets begyndelse, og gradsbetegnelsen er ligeledes den de havde ved slaget begyndelse.

#### Øvrige generaler
Ud over de nævnte kommandoførende officerer, talte nordstatshæren yderligere et antal officerer med generalsrang:
- Brigadegeneral Daniel A. Butterfield – Stabschef for general Meade.
- Generalmajor Darius N. Couch – Chef for Militærdepartementet Susquehanna
- Brigadegeneral Henry J. Hunt Øverstkommanderende for artilleriet
- Brigadegeneral William H. Morris – funktion under slaget ikke kendt, men var tidligere chef for en "tung artillerienhed"
- Brigadegeneral Marsena R. Patrick – Chef for militærpolitiet og ansvarlig for krigsfanger
- Brigadegeneral Gouverneur K. Warren – Chef for ingeniørtropperne.

En lang række af de officerer, der i øvrigt deltog i slaget, blev senere udnævnt til generalsrang. Blandt de, der er nævnt ovenfor drejer det sig om:
- John R. Brooke – 4. brigade, 1. division, II korps.
- Samuel S. Carroll – 1. brigade, 3. division, II korps
- Joshua L. Chamberlain – 20. Maine Infantry Regiment, 3. brigade, 1. division, V korps
- Henry L. Eustice – 2. brigade, 3. division, VI korps
- William Gamble – 1. brigade, 1. division, Kavalerikorpset
- Lewis A. Grant – 2. brigade, 2. division, VI korps.
- Wladimir Kryzanowski – 2. brigade, 3. division, XI korps
- Thomas A. Smyth – 2. brigade, 3. division, II korps.
- John B. McIntosh – 1. brigade, 2. division, Kavalerikorspet
- Régis de Trobriand – 3. brigade, 1. division, III korps.
- Strong Vincent – 3. brigade, 1. division, V korps.

#### Generaler, der blev dræbt under slaget
Under slaget mistede nordstatshæren fire generaler, mens en række blev sårede. De dræbte var
- Elon J. Farnsworth
- John F. Reynolds
- Stephen H. Weed
- Samuel K. Zook

## Army of Northern Virginia
Sydstatshæren var en del mindre end nordstatshæren, og den var organiseret i færre men større enheder. Hæren bestod af ca. 72.000 mand (tallene afviger fra omkring 70.000 til ca. 73.000 i de forskellige kilder). Også sydstatshæren bestod af infanteri (ca. 60.000 mand), artilleri (ca. 5.300 mand. Antallet af kanoner er noget usikkert, men forskellige kilder angiver mellem 200 og 250) og kavaleri (ca. 6.000 mand, hvoraf ca. 450 bemandede hestetrukket artilleri).
Sydstatshæren var organiseret i 3 armékorps, hver med 3 divisioner, som hver bestod af fra 3-5 brigader. Herudover en kavaleridivision bestående af fire brigader. Også Army of Northern Virginia havde en artillerireserve, men denne var underlagt de enkelte korps, og er talt med i de ovenstående tal. I modsætning til nordstatshæren havde sydstatshærens mellemenheder (divisioner og brigader) ikke noget nummer, men blev typisk opkaldt efter deres kommanderende officer. Korps og regimenter havde derimod numre i lighed med tilfældet i nordstaternes hær.

### Hærens organisation
Sydstaternes hær var organiseret således:
Øverstkommanderende General Robert E. Lee.
| Korps                                     | Division                                             | Brigade                                                        |
| ----------------------------------------- | ---------------------------------------------------- | -------------------------------------------------------------- |
| I Korps Generalløjtnant James Longstreet  | Hood's Division Generalmajor John Bell Hood          | Law's Brigade, Brigadegeneral Evander M. Law                   |
| I Korps Generalløjtnant James Longstreet  | Hood's Division Generalmajor John Bell Hood          | Robertson's Brigade, Brigadegenral Jerome Bonaparte Robertson  |
| I Korps Generalløjtnant James Longstreet  | Hood's Division Generalmajor John Bell Hood          | Anderson's Brigade, Brigadegeneral George T. Anderson          |
| I Korps Generalløjtnant James Longstreet  | Hood's Division Generalmajor John Bell Hood          | Bennings Brigade, Brigadegeneral Henry Benning                 |
| I Korps Generalløjtnant James Longstreet  | Hood's Division Generalmajor John Bell Hood          | Henry's Artilleribataljon, Major Mathis Henry                  |
| I Korps Generalløjtnant James Longstreet  | McLaws' Division Generalmajor Lafayette McLaws       | Kershaw's Brigade, Brigadegeneral Joseph B.Kershaw             |
| I Korps Generalløjtnant James Longstreet  | McLaws' Division Generalmajor Lafayette McLaws       | Barksdale's Brigade, Brigadegeneral William Barksdale          |
| I Korps Generalløjtnant James Longstreet  | McLaws' Division Generalmajor Lafayette McLaws       | Semmes' Brigade, Brigadegeneral Paul J. Semmes                 |
| I Korps Generalløjtnant James Longstreet  | McLaws' Division Generalmajor Lafayette McLaws       | Wofford's Brigade, Brigadegeneral William T. Wofford           |
| I Korps Generalløjtnant James Longstreet  | McLaws' Division Generalmajor Lafayette McLaws       | Cabell's Artilleribataljon, Oberst Henry Cabell                |
| I Korps Generalløjtnant James Longstreet  | Pickett's Division Generalmajor George E. Pickett    | Kemper's Brigade, Generalmajor James L. Kemper                 |
| I Korps Generalløjtnant James Longstreet  | Pickett's Division Generalmajor George E. Pickett    | Armisteads Brigade, Brigadegeneral Lewis A. Armistead          |
| I Korps Generalløjtnant James Longstreet  | Pickett's Division Generalmajor George E. Pickett    | Garnett's Brigade, Brigadegeneral Richard B. Garnett           |
| I Korps Generalløjtnant James Longstreet  | Pickett's Division Generalmajor George E. Pickett    | Dearing's Artilleribataljon, Major James Dearing               |
| I Korps Generalløjtnant James Longstreet  | Pickett's Division Generalmajor George E. Pickett    | Alexander's Artilleri Bataljon, Oberst Edward Porter Alexander |
| I Korps Generalløjtnant James Longstreet  | Pickett's Division Generalmajor George E. Pickett    | Eshleman's Artilleribataljon, Major Benjamin Eshleman          |
| II korps Generalløjtnant Richard S. Ewell | Johnson's Division Generalmajor Edward Johnson       | Steuart's Brigade, Brigadegeneral George Steuart               |
| II korps Generalløjtnant Richard S. Ewell | Johnson's Division Generalmajor Edward Johnson       | William's Brigade, Oberst Jesse Williams                       |
| II korps Generalløjtnant Richard S. Ewell | Johnson's Division Generalmajor Edward Johnson       | Stonewall Brigade, Brigadegeneral James A.Walker.              |
| II korps Generalløjtnant Richard S. Ewell | Johnson's Division Generalmajor Edward Johnson       | Jones' Brigade, Brigadegeneral John M. Jones                   |
| II korps Generalløjtnant Richard S. Ewell | Johnson's Division Generalmajor Edward Johnson       | Latimer's Artilleribataljon, Major James Latimer               |
| II korps Generalløjtnant Richard S. Ewell | Early's Division Generalmajor Jubal A. Early         | Gordon's Brigade, Brigadegeneral John Gordon                   |
| II korps Generalløjtnant Richard S. Ewell | Early's Division Generalmajor Jubal A. Early         | Avery's Brigade, Oberst Isac Avery                             |
| II korps Generalløjtnant Richard S. Ewell | Early's Division Generalmajor Jubal A. Early         | Hay's Brigade, Brigadegeneral Harry T. Hays                    |
| II korps Generalløjtnant Richard S. Ewell | Early's Division Generalmajor Jubal A. Early         | Smith's Brigade, Brigadegeneral William Smith                  |
| II korps Generalløjtnant Richard S. Ewell | Early's Division Generalmajor Jubal A. Early         | Jones' Artilleribataljon, Oberstløjtnant Hilary Jones          |
| II korps Generalløjtnant Richard S. Ewell | Rodes' Division Generalmajor Robert E. Rodes         | Daniels' Brigade, Brigadegeneral Junius Daniel                 |
| II korps Generalløjtnant Richard S. Ewell | Rodes' Division Generalmajor Robert E. Rodes         | Iverson's Brigade, Brigadegeneral Alfred Iverson               |
| II korps Generalløjtnant Richard S. Ewell | Rodes' Division Generalmajor Robert E. Rodes         | O'Neal's Brigade, Oberst Edward A. O'Neal.                     |
| II korps Generalløjtnant Richard S. Ewell | Rodes' Division Generalmajor Robert E. Rodes         | Doles' Brigade, Brigadegeneral George P. Doles                 |
| II korps Generalløjtnant Richard S. Ewell | Rodes' Division Generalmajor Robert E. Rodes         | Ramseur's Brigade, Brigadegeneral Stephen Dodson Ramseur       |
| II korps Generalløjtnant Richard S. Ewell | Rodes' Division Generalmajor Robert E. Rodes         | Carter's Artilleribataljon, Oberstløjtnant Thomas Carter       |
| III Korps Generalløjtnant A.P. Hill       | Heth's Division Generalmajor Henry Heth              | Pettigrew's Brigade, Brigadegeneral J. Johnston Pettigrew      |
| III Korps Generalløjtnant A.P. Hill       | Heth's Division Generalmajor Henry Heth              | Davis' Brigade, Brigadegeneral Joseph R. Davis                 |
| III Korps Generalløjtnant A.P. Hill       | Heth's Division Generalmajor Henry Heth              | Brockenbrough's Brigade, Oberst John M. Brockenbrough          |
| III Korps Generalløjtnant A.P. Hill       | Heth's Division Generalmajor Henry Heth              | Archer's Brigade, Brigadegeneral James J. Archer               |
| III Korps Generalløjtnant A.P. Hill       | Heth's Division Generalmajor Henry Heth              | Garnett's Artilleribataljon, Oberstløjtnant John Garnett       |
| III Korps Generalløjtnant A.P. Hill       | Pender's Division Generalmajor William Dorsey Pender | Perrin's Brigade, Oberst Abner Perrin                          |
| III Korps Generalløjtnant A.P. Hill       | Pender's Division Generalmajor William Dorsey Pender | Lane's Brigade, Brigadegeneral James H. Lane                   |
| III Korps Generalløjtnant A.P. Hill       | Pender's Division Generalmajor William Dorsey Pender | Scales' Brigade, Brigadegeneral Alfred M. Scales               |
| III Korps Generalløjtnant A.P. Hill       | Pender's Division Generalmajor William Dorsey Pender | Thomas' Brigade, Brigadegeneral Edward L. Thomas               |
| III Korps Generalløjtnant A.P. Hill       | Pender's Division Generalmajor William Dorsey Pender | Pogue's Artilleribataljon, Major William Pogue                 |
| III Korps Generalløjtnant A.P. Hill       | Anderson's Division Generalmajor Richard H. Anderson | Wilcox' Brigade, Brigadegeneral Cadmus M. Wilcox               |
| III Korps Generalløjtnant A.P. Hill       | Anderson's Division Generalmajor Richard H. Anderson | Mahone's Brigade, Brigadegeneral William Mahone                |
| III Korps Generalløjtnant A.P. Hill       | Anderson's Division Generalmajor Richard H. Anderson | Perry's Brigade, Brigadegeneral Edward A. Perry                |
| III Korps Generalløjtnant A.P. Hill       | Anderson's Division Generalmajor Richard H. Anderson | Posey's Brigade, Brigadegeneral Carnot Posey                   |
| III Korps Generalløjtnant A.P. Hill       | Anderson's Division Generalmajor Richard H. Anderson | Wright's Brigade, Brigadegeneral Ambrose R. Wright             |
| III Korps Generalløjtnant A.P. Hill       | Anderson's Division Generalmajor Richard H. Anderson | Lane's Artilleribataljon, Major John Lane                      |
| [ 11 ]                                    | Kavaleridivision Generalmajor J.E.B. Stuart          | Hamptons Brigade, Brigadegeneral Wade Hampton III              |
| [ 11 ]                                    | Kavaleridivision Generalmajor J.E.B. Stuart          | Lee's Brigade, Brigadegeneral Fitzhugh Lee.                    |
| [ 11 ]                                    | Kavaleridivision Generalmajor J.E.B. Stuart          | Chambliss' Brigade, Oberst John Chambliss                      |
| [ 11 ]                                    | Kavaleridivision Generalmajor J.E.B. Stuart          | Jenkins' Brigade, Brigadegeneral Albert G. Jenkins             |
| [ 11 ]                                    | Kavaleridivision Generalmajor J.E.B. Stuart          | Hestetrukket artilleri, Major Robert Beckham                   |

De anførte officerer er de, som ledede de pågældende enheder ved slagets begyndelse, og det samme gælder de anførte grader.

#### Øvrige generaler
Også sydstatshæren havde nogle generaler, der ikke førte selvstændig kommando under slaget.
- Brigadegeneral John D. Imboden – Kommanderede en kavaleribrigade, der bevogtede ammunitionslagrene i Chambersburg.
- Brigadegeneral William N. Pendleton – Øverstkommanderende for artilleriet[14]
- Brigadegeneral Beverly H. Robertson – Leder af to kavaleriregimenter fra North Carolina, der udførte spejderopgaver for general Robert E. Lee.
- Brigadegeneral Isaac R. Trimble – Havde ingen officiel funktion, men fungerede som "rådgiver" for general Ewell.[15]

En del sydstatsofficerer, der deltog i slaget, blev senere udnævnt til generalsrang. Af ovenstående drejer dette sig om følgende:
- Brigadegeneral Edward Porter Alexander – Alexanders artilleribataljon, Picketts division, I korps
- Brigadegeneral John R. Chambliss – Chambliss brigade, Stuarts kavaleridivision
- Brigadegeneral Abner M. Perrin – Perrins brigade, Penders division, III korps

#### Generaler, der blev dræbt under slaget
Også sydstatshæren mistede generaler under slaget:
- Brigadegeneral Lewis A. Armistead
- Brigadegeneral William Barksdale
- Brigadegeneral Richard B. Garnett

---
- Generalmajor William Dorsey Pender blev hårdt såret under slaget, og døde få dage senere.
- Brigadegeneral J. Johnston Pettigrew blev såret under slaget. Under tilbagetræningen fra Gettysburg blev han igen såret i det Andet slag ved Falling Waters, og døde få dage senere.
- Brigadegeneral Paul J. Semmes blev hårdt såret under slaget og døde nogle dage senere.

## Trivia om officerer og menige fra slaget
- Ældste nordstatsgeneral under slaget var Brigadegeneral George S. Green, der var 62, da slaget startede. Næstældst var Brigadegeneral James Barnes, der var 61.
- Den ældste sydstatsgeneral var Brigadegeneral William "Extra Billy" Smith. Han var født i 1797, og var 65 da slaget fandt sted. Næstældst var Brigadegeneral Isaac Trimble, der var 61.
- Den ældste general i hele borgerkrigen var nordstaternes generalmajor John E. Wool, der var 77, da krigen brød ud, og 79, da han trak sig tilbage fra aktiv tjeneste i august 1863 efter 50 års aktiv tjeneste. Næstældst var Brigadegeneral Joseph G. Totten , som var 73, da krigen brød ud, og 76, da han døde af lungebetændelse i 1864. Den ældste sydstatsgeneral var David E. Twiggs , der "kun" var 70, da krigen brød ud og 72, da han døde af alderdom i 1862. Næstældst var ovennævnte William Smith.
- Yngste nordstatsgeneral var Brigadegeneral George Armstrong Custer, der var 23, da slaget fandt sted, og næstyngst var Brigadegeneral Elon J. Farnsworth, der var 26.
- Yngste sydstatsgeneral var Brigadegeneral Stephen Dodson Ramseur, der var 26, da slaget fandt sted, og næstyngst var Brigadegeneral Evander M. Law, der ligeledes var 26, men nogle måneder ældre.
- Den yngste general under hele borgerkrigen var Galusha Pennypacker fra Pennsylvania , der gik ind i nordstatshæren i april 1861 før han var fyldt 17 år og som blev udnævnt til brigadegeneral i en alder af 20 år og 8 måneder. Den yngste general i sydstatshæren var William P. Roberts , der havde den høje alder af 23 år og 7 måneder, da han blev udnævnt til brigadegeneral.
- I 1933 døde nordstatshærens brigadegeneral Adelbert Ames i en alder af 97. Han var dermed den af slagets generaler, der overlevede længst. Den næstlængst levende nordstatsgeneral var Brigadegeneral John C. Caldwell, der døde i 1916.
- Brigadegeneral Evander M. Law, var den sydstatsgeneral, der overlevede krigen længst. Han døde i 1920. Brigadegeneral Alfred Iverson var død i 1911.
- Den sidste overlevende fra Slaget ved Gettysburg var menig i sydstatshæren Walther Washington Williams. Han døde i 1959 117 år gammel.

## Eksterne referencer
- Gettysburgs Generaler Arkiveret 13. februar 2007 hos  Wayback Machine
- Oversigter over borgerkrigens generaler
- Liste over 53 sydstatsgeneraler fra Slaget ved Getttyysburg
- Liste over 67 nordstatsgeneraler fra Slaget ved Getttysburg
- Kommandohavende officerer fra Slaget ved Gettysburg